# Salaš na Verušiću
Salaš na Verušiću je spomenik kulture. Nalazi se na Gornjem Verušiću 77.
Vlasnici su Nesto i Janje Kujundžić. Sagrađen je 1911. godine. 